# Zagrebačke punktacije
Zagrebačke punktacije su dokument, kojega su 7. studenoga 1932. potpisale Hrvatska seljačka stranka i Hrvatska Stranka Prava, u kojem se osuđuje stanje kakvo je u državi postojalo nakon Šestosiječanjske diktature te traži federalno uređenje Jugoslavije.
Tom rezolucijom, sačinjenom od gore spomenutih stranaka, izloženom u točkama (»punktima«), opozicija izražava osudu srpske hegemonije u Kraljevini Jugoslaviji, zahtijeva federativno preuređenje države i demokratski ustroj vlasti.
Tekst punktacija je sadržavao šest točaka:
1. narodni suverenitet jedini je izvor vlasti
2. temeljna organizacija sveukupnog života je seljaštvo
3. osuđuje se velikosrpska hegemonija
4. traži se vraćanje na stanje iz 1918. godine t.j. prije donošenja Vidovdanskog ustava
5. traži se uvođenje građansko-demokratskih oblika obnašanja državne vlasti
6. zaključuje se da su prethodne točke temelj na kojem će potpisnici nastaviti svoju akciju.

Zbog ove rezolucije i njenog tumačenja stranim novinarima uhićen je 31. siječnja 1933. godine Vladko Maček, vođa Hrvatske seljačke stranke, te je zbog "razbijanja države"  29. travnja 1933. godine na tri godine strogog zatvora u Srijemskoj Mitrovici; iz zatvora je ipak pušten potkraj 1934. godine. Za njegovog tamnovanja, Hrvatsku seljačku stranku je predvodio Ante Trumbić - koji je bio sastavljač teksta Zagrebačkih punktacija.
Po uzoru na Zagrebačke punktacije narednih su mjeseci bile donesene Ljubljanske i Sarajevske punktacije te Novosadska rezolucija.